# Fredrik Schalin
Fredrik Schalin (* 1964 in Stockholm) ist ein schwedischer Jurist. Er ist Richter am Europäischen Gerichtshof.

## Leben und Wirken
Schalin studierte Rechtswissenschaften an der Universität Stockholm, wo er 1991 seinen Abschluss machte. 1990 hatte er an der Université Paris 1 Panthéon-Sorbonne bereits eine Licence en droit erworben, 1994 folgte dort ein Diplôme d’études approfondies im Gemeinschaftsrecht und europäischen Recht. 1991 war er in den Dienst der schwedischen Justiz eingetreten und wurde zunächst Rechtsreferent beim Gericht erster Instanz Södertälje. 1994 wechselte er an den Gerichtshof für Svealand. Ein Jahr später wurde er Richter am Gericht erster Instanz Gotland, wechselte später an das Gericht erster Instanz Norrtälje und 1996 schließlich zurück an den Gerichtshof für Svealand. 1997 wechselte er als stellvertretender Sekretär der parlamentarischen Kommission an das schwedische Finanzministerium. 1999 wurde er Rechtsberater für europäische Angelegenheiten beim schwedischen Außenministerium.
1998 trat Schalin als Rechtsreferent bei Richter Hans Ragnemalm in den Dienst des Gerichtshofs der Europäischen Union und wechselte ein Jahr später als Rechtsreferent in den Stab von Richter Stig von Bahr. 2006 kehrte Schalin zurück nach Schweden und war dort zunächst als Dozent an der Universität Stockholm tätig. 2008 wurde er zur schwedischen Anwaltschaft zugelassen und arbeitete seitdem als Rechtsanwalt. Bereits 2009 kehrte er in den Justizdienst zurück und wurde zunächst Richter, später Kammerpräsident am Gericht erster Instanz Södertörn. Daneben engagierte er sich in der Lehre und unterrichtete ab 2011 an der Domstolsakademin, der Akademie der schwedischen Gerichte.
Schalin wurde am 8. Juni 2016 zum Richter am Gericht der Europäischen Union ernannt. Am 19. September 2022 wurde er zum Kammerpräsident der Dritten Kammer ernannt. Im Juli 2024 wurde er zum Richter am Europäischen Gerichtshof gewählt; diese Stellung trat er am 7. Oktober 2024 an.